# شاندور پینتر
شاندور پینتر (مجاری: Sándor Pintér؛ زادهٔ ۱۸ ژوئیهٔ ۱۹۵۰) بازیکن فوتبال اهل مجارستان بود.
از باشگاه‌هایی که در آن بازی کرده‌است می‌توان به باشگاه فوتبال بوداپست هونود و باشگاه فوتبال رویال آنتورپ اشاره کرد.
وی همچنین در تیم ملی فوتبال مجارستان بازی کرده‌است.